# Cooper Black

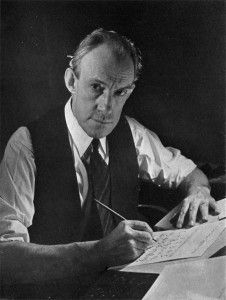
オズワルド・クーパー

Cooper Black（クーパー・ブラック）は、ディスプレイ用途を目的とした、柔らかく丸みを帯びた輪郭を持つ超極太のセリフ書体である。アメリカ合衆国の書体デザイナー、オズワルド・ブルース・クーパーによって1921年に制作され、1922年に活字鋳造所バーンハート・ブラザーズ&スピンドラーから発表された。発表後すぐに当時最も成功した書体のひとつとなり、今日に至るまで人気を保っている。この書体は、クーパーが手がけたCooper Old Styleファミリーの極太ウェイトとして描かれた。アメリカン・タイプ・ファウンダーズによってライセンス供与されたほか、他の多くの印刷システムメーカーからも模造品が発売された。

## 歴史

### 起源

Cooper Old Styleの標準ウェイトとCooper Blackの比較

超極太書体は、Cooper Blackが誕生するよりもずっと以前から存在していた。ただし、それらは主に1810年頃に登場したファットフェイススタイル（極端に高いストロークコントラストと鋭い細いセリフを持つ）や、さらに新しい書体分類であるエジプシャン (Egyptienne) やグロテスク (Grotesk) の形で現れていた。Cooper Blackは、オールドスタイル（ルネサンス・アンティクア）の書体でも極太ウェイトを用いたディスプレイ用書体として機能し得ることを示した。
Cooper Blackは、1920年代にシカゴおよびアメリカ中西部でレタリングアーティストとして活躍したオズワルド・ブルース・クーパーの経歴から生まれた。1919年、シカゴの鋳造所バーンハート・ブラザーズ&スピンドラーの依頼で、彼はCooper Old Style（後にCooperと改称）という書体ファミリーを制作した。これはフランス・ルネサンス期のアンティクア体に基づくが、この書体分類の形態を真面目に再現するというより、むしろ戯画化したものであった。Cooper Blackは、この書体ファミリーの中で特に太いウェイトとして生まれたものである。鋳造所は広告用途を想定し、このウェイトを可能な限り太くするようクーパーに求めた。クーパーはこれに1年間取り組んだが、当初は「同じ特徴や曲線のあまりに頻繁な繰り返しが読者を疲れさせるのではないか」とデザインに懐疑的だった。しかし最終的には、「遠くを見通す印刷業者と、近視の顧客のために」と述べ、この極太書体を擁護した。
1922年に発表された超極太のCooper Blackは、その革新性からタイポグラフィ界隈の保守的な一部の層には当初嫌悪や脅威として受け止められ、「The Black Menace（黒い脅威）」とも呼ばれた。しかし、デザイナーや顧客の間では圧倒的に好評を博し、鋳造所は高まる需要にほとんど対応できなかった。バーンハート・ブラザーズ&スピンドラーは後に、Cooper Blackを「販売で他を凌駕する書体、巨万の富を生む販売用書体、小さな広告を大きな広告に変えた書体」と評している。Cooper Blackはオズワルド・クーパーにとって最も成功した作品となり、書籍印刷用として制作された軽いウェイトをはるかに凌ぐ重要性を持つに至った。
非常に太い書体でありながら、Cooper Blackは19世紀に流行した硬質なエッジを持つファットフェイスフォントではなく、伝統的なオールドスタイルのセリフ体を基にしており、太い線と細い線のコントラストが比較的小さく、柔らかく「どっしり」とした印象を与える。

### 先行例
一般的な誤解として、Cooper Blackはフレデリック・ガウディが1902年にパブスト醸造会社 (Pabst Brewing Company) のためにデザインした書体Pabst Extra Boldを手本にして生まれたとされることがある。しかし、Pabst Extra Boldは実際にはガウディではなくチョーンシー・H・グリフィスによるものであり、1928年にマーゲンターラー・ライノタイプがCooper Blackを手本として制作したものである。
また、1909年頃にはフランスの鋳造所G. Peignot & Filsから、ジョルジュ・オーリオールが制作したアール・ヌーヴォー書体ファミリーRoburが発表されており、その中のRobur NoirにはCooper Blackといくつかの類似点が見られる。

### ライセンス取得者、バリエーション、競合書体

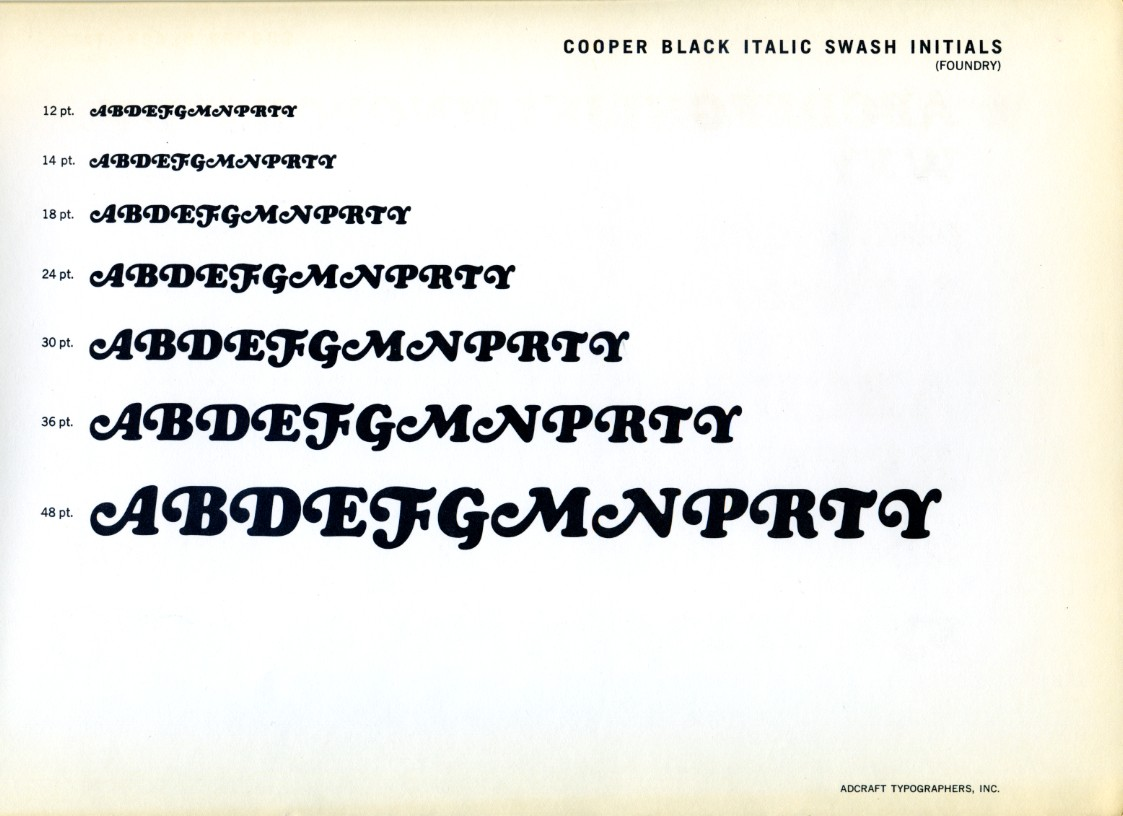
Cooper Black Italicの代替スウォッシュ文字

Cooper Blackは、アメリカではアメリカン・タイプ・ファウンダーズ、ドイツではSchriftguß AGなど、複数の鋳造所によってライセンスを受けて販売された。また、多くのメーカーによって模倣もされ、Pittsburgh Black、Signum、Wentworth Blackなどの名称で発売されたほか、ライセンスを受けずにCooperの名称を流用した例もあった。
バーンハート・ブラザーズ&スピンドラーは、1926年に代替スウォッシュ文字（装飾的な終端文字）を備えたイタリック体Cooper Black Italic、およびコンデンス体Cooper Black Condensedを発表した。また、1925年には白抜き効果を持つCooper Hilite、1928年には同じく白抜き効果のあるCooper Tooledをリリースした。Cooper HiliteはParaTypeとWordshapeによってデジタル化されている。
Schriftguß AGは、当初「Copra Antiqua」と「Copra Kursiv」の名称で販売し、独自開発のイタリック体を用い、標準・ボールド・デミボールドの3ウェイトを提供した。さらに1927年以前には、白抜き効果を加えたイタリック体Lichte Cooper-Kursivを制作しており、これは後にバーンハート・ブラザーズ&スピンドラーがCooper Tooled Italicとして模倣した。
Cooper Blackは新たなタイポグラフィの潮流を生み、1924年にロバート・ハンター・ミドルトンが制作したLudlow Black、1925年にフレデリック・ガウディが制作したGoudy Heavy Face、1928年にチョーンシー・H・グリフィスが制作したPabst Extra Boldなど、多くの類似書体を生むきっかけとなった。しかし、いずれの競合書体もCooper Blackの成功には及ばなかった。
なお、ガウディはクーパーの師であったが、この場合は師が弟子の作品を模倣するという形になった。
1960年代から1970年代にかけての写真植字時代には、ディスプレイ書体の制作が爆発的に増加し、Cooper Blackの珍しいバージョンが数多く作られた。その中には、Photo Letteringによる、上部が下部よりも太いZiptop Cooper Blackや、その他の歪んだバリエーションも含まれていた。
2024年には、オーウェン・アールがCooper*の名称でCooperファミリーの新しいデジタル版を発表し、ローマン体とイタリック体それぞれに6種類のウェイトを備えている。

### さらなる発展
1922年のリリース後、Cooper Blackは特に新聞などの広告用書体として急速に普及した。当初の人気は1930年代まで続き、1940年代初頭には下火となった。1960年代には広告での使用は減少したが、後にポップカルチャーとともに再び脚光を浴びることとなる。

アルバム『ペット・サウンズ』（1966年）

1966年、バンドザ・ビーチ・ボーイズはアルバム『ペット・サウンズ』を発表し、そのカバーにCooper Blackを使用した（負の字間調整により文字同士が接している）。その後、他のバンドも追随し、フランク・ザッパ&マザーズ・オブ・インヴェンションの『フリーク・アウト!』（1966年）、ビージーズの「To Love Somebody」（1967年）、カーティス・メイフィールドの『カーティス』（1970年）、ドアーズの『L.A.ウーマン』（1971年）、ハリー・ニルソンの『ニルソン・シュミルソン』（1971年）、デヴィッド・ボウイの『ジギー・スターダスト』（1972年）など、数多くのシングル・アルバムカバーを飾っている。
また、Cooper Blackはテレビシリーズやシットコムのタイトルにも広く使われ、大衆的な存在となった。例として1970年代の『The Odd Couple』や『マッシュ』、1980年代の『アーノルド坊やは人気者』や『チアーズ』が挙げられる。さらに、映画『キングコング』（1976年）のポスターにも使用されている。このため現在では、Cooper Blackは1960年代から1980年代の時代イメージと強く結び付けられている。
Cooper Blackはヒップホップ文化においても確固たる地位を占めている。オルタナティブ・ヒップホップグループのOdd Futureはこの書体を頻繁に使用し、『The OF Tape Vol. 2』などのアルバムカバーに採用した。元Odd Futureのメンバーであるタイラー・ザ・クリエイターは、自身のアルバム『Bastard』と『Goblin』のカバーにこの書体を使用した。

#### ロゴにおけるCooper Black

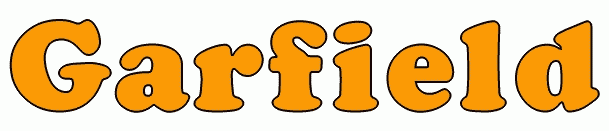
漫画『ガーフィールド』のロゴ

アンクル・ベンズのロゴ（書体の細幅版）

ドラッグストアチェーンMüllerのロゴ

イージージェットのロゴ

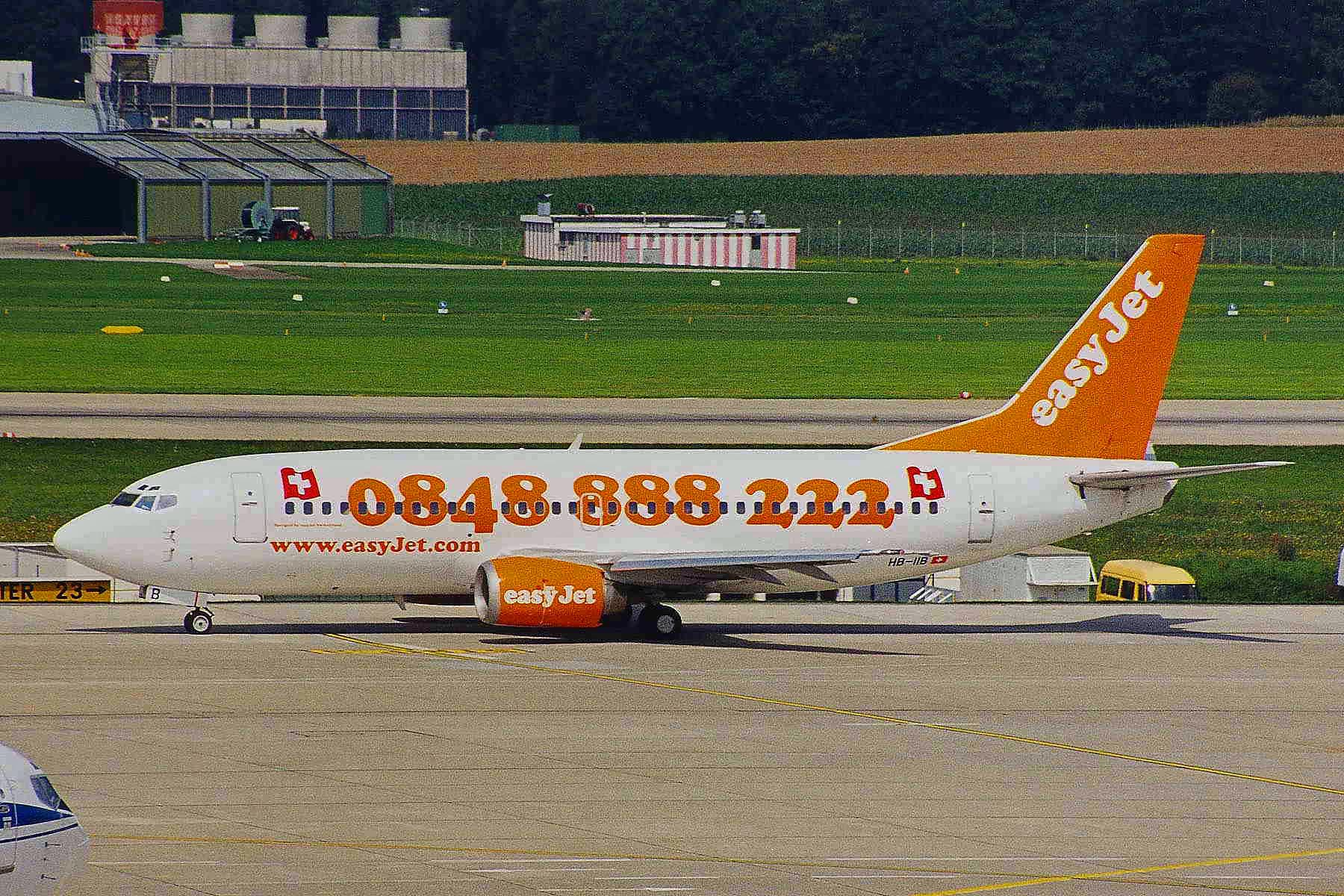
Cooper Blackで電話番号を表示したイージージェット機

Cooper Blackは、さまざまな企業が多様な製品に用いている。漫画『ガーフィールド』のタイトルロゴや、風刺雑誌『National Lampoon』（1970年 - 1998年）の表紙にも見られる。ロゴへの採用例としては、北米の鉄道会社Atchison, Topeka and Santa Fe Railway（機関車へのペイント）、アンクル・ベンズ、ドラッグストアチェーンMüller、Payless ShoeSource（2006年まで）、Roots Canada、Tootsie Roll、Top Ramen、United Dairy Farmersなどがある。1995年にはイージージェットがロゴにCooper Blackを採用し、現在ではイージーグループ全体のコーポレートデザインに使用されている。

### 21世紀
21世紀に入ると、この書体はレトロ調の書体として認識され、音楽アルバムで再び復活を遂げた。例として、アタック・アタック!の『Someday Came Suddenly』（2006年）、ザ・ブラック・キーズの『Brothers』（2010年）、タイラー・ザ・クリエイターの『Goblin』（2011年）が挙げられる。
また、テレビシリーズのタイトルにも再び使用されるようになり、『Everybody Hates Chris』、『Louie』、『親愛なる白人様』などで採用された。さらに、深夜番組『I Love You, America with Sarah Silverman』（2017年 - 2019年）でも使用されている。
Cooper Blackの人気は2018年時点でも健在で、タイポグラフィに関する情報サイトFonts in Useの編集者によれば、サンセリフ以外の書体の中では他のどの書体よりも使用例の投稿が多く、Times New Romanもその多くのバリエーションを合計してようやく上回る程度だという。

## 特徴
Cooper Blackは、DIN 16518（ドイツ工業規格の活字分類基準）において「フランス・ルネサンス・アンティクア」に分類されるが、その中でも非常に特異な特徴を持っている。

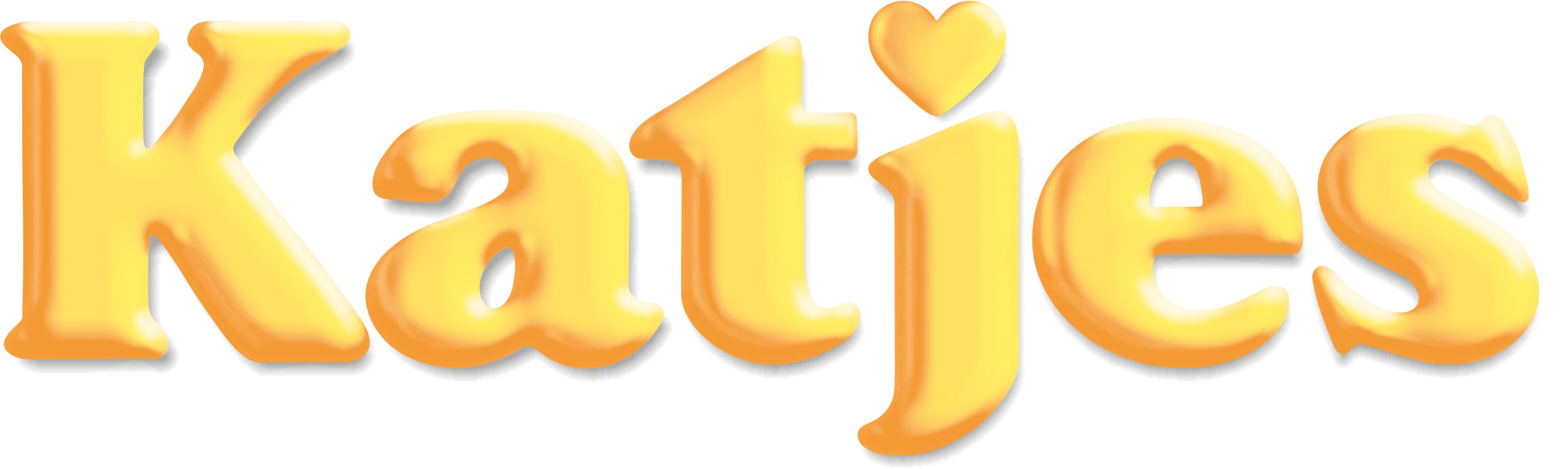
Katjesのロゴ

それまでの約110年間、広告用途で人気を博した超極太セリフ書体の主流はファットフェイススタイルであった。ファットフェイス書体は極端に高いストロークコントラストと角ばった鋭いセリフを備えていたのに対し、Cooper Blackはその正反対である。すなわち、ストロークコントラストは標準的で、形状は柔らかく丸みを帯び、かつ特異な楕円形のセリフを持っている。このセリフ形状は英語でslur serif（直訳すると「不明瞭なセリフ」）とも呼ばれ、文字全体を「ぼんやり」または「ふくらんだ」印象に見せる効果があるとされる。
エックスハイト（「x」を基準とする小文字の高さ）は大文字の高さに対して比較的高く、そのため小文字のアセンダーは短くなっている。同様にディセンダーも非常に短い。Cooper Blackはカウンター（字画で囲まれた空間）が非常に小さく、とりわけaとeにおいて顕著である。また、oとqのカウンターは左に傾いている。iとjのドットは楕円形で斜めに配置されている。数字はオールドスタイル数字である。

## 評価
1973年、漫画家で著作家のロイ・ポール・ネルソンは、Cooper Blackを「食料品店の書体 (the grocery store type)」と呼んだ。
ロンドン・カレッジ・オブ・コミュニケーションの書体デザイナーで講師でもあるポール・マクニールは、Cooper Blackについて「予想外の親しみやすさと生き生きとした表情がある (unexpected affability and liveliness)」と評している。
イギリスの作家サイモン・ガーフィールドは、著書『私の好きなタイプ：話したくなるフォントの話』（2010年）の中でCooper Blackを「小さなセンセーション……セリフ書体なのに、セリフがない書体のように見えた」と表現した。彼はその形を「ラバライトの中のオイル」に例え、「この非常にずんぐりした書体は、驚くほど威圧感がない」と述べ、さらに「遠くから見るのが最も映える」と付け加えた。
テレビシリーズ『Louie』の制作・主演を務めたルイ・C・Kは、この書体を「風船みたいで、きれいで、かわいい (balloony and pretty and nice)」と表現した。
また、Cooper Blackの小文字gは、上に向かって突き出した“耳”の形が「ラバー・ダック（アヒルのおもちゃ）」に似ていると例えられることもある。

## デジタル版と改良版
ビットストリームやアドビなど、多くの企業によるCooper Blackのデジタル版が存在する。ビットストリームは、文字pとqの下部セリフが斜めではない仕様のCooper Blackのデジタル版を提供している。Typodermicのレイ・ララビーがデザインしたSoapは、大文字と小文字の区別がないユニケースのバリエーションである。URW製のイタリック体を含まないバージョンは、多くのマイクロソフト製品にバンドルされている。Cooper Old StyleはURWによってデジタル化されている。
2020年には、書体ファミリーCooper Old Style (Cooper) 全体を改良した「New Kansas」が、マイルズ・ニューリンにより発表された。このバージョンでは、軽量のウェイトが、超極太のウェイトとスタイル面でより一貫性を持たせて調整されている。名称の「Kansas」は、オズワルド・ブルース・クーパーが育ったアメリカ合衆国カンザス州に由来している。

## ギャラリー

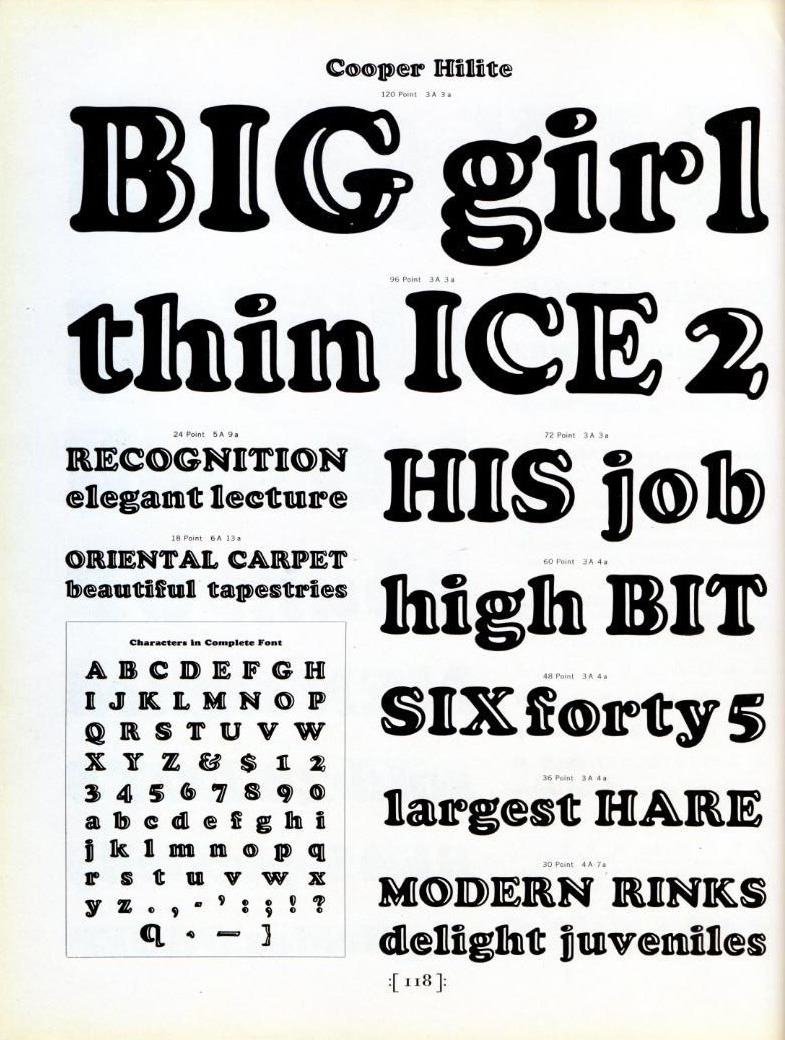
Cooper Hiliteの書体見本シート。
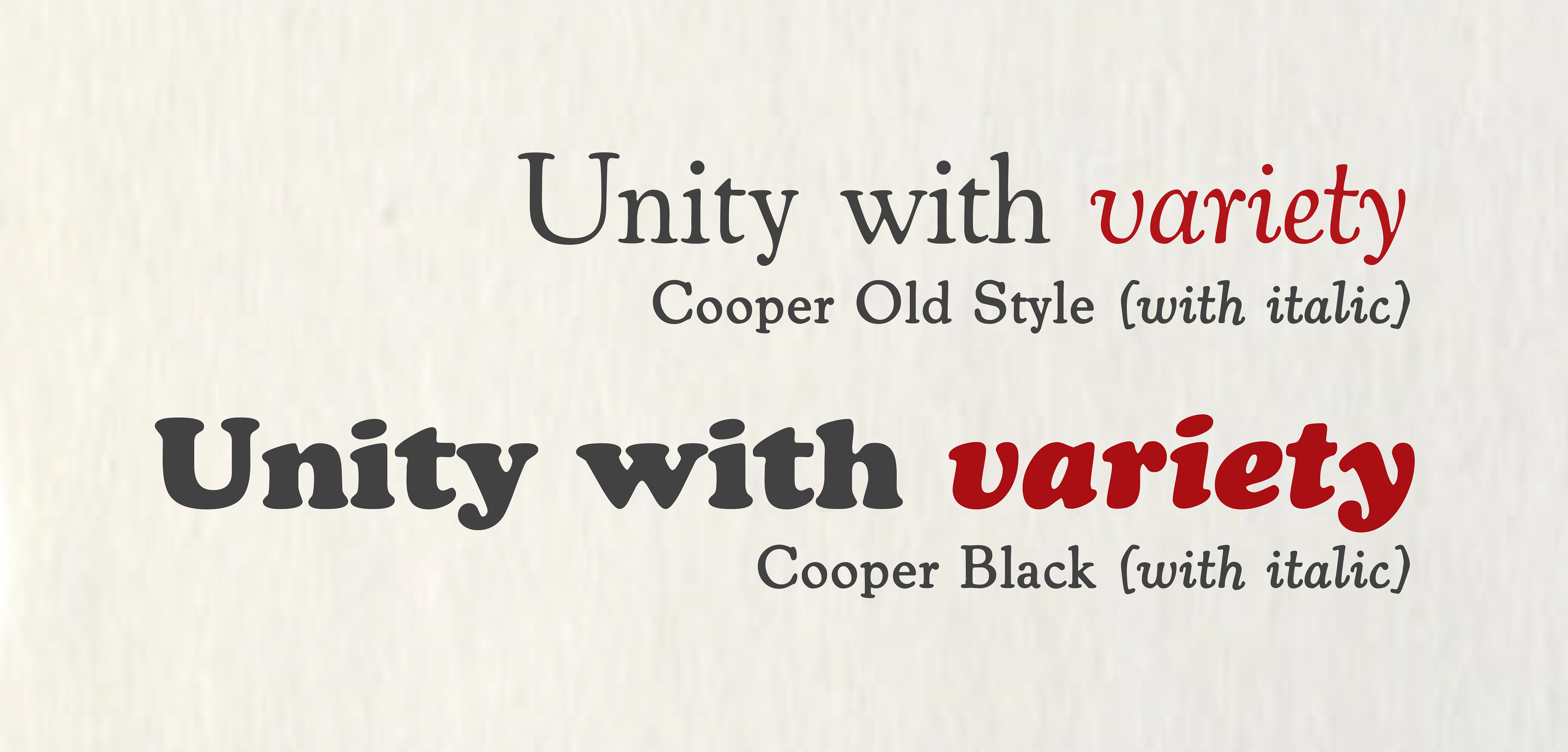
Cooper Blackと、クーパーがそれ以前に手がけたCooper Old Styleとの比較。これはオールドスタイル・セリフ体を奇抜にアレンジしたもので、クーパーのレタリングに似ており、主にディスプレイや広告での使用を意図していた。
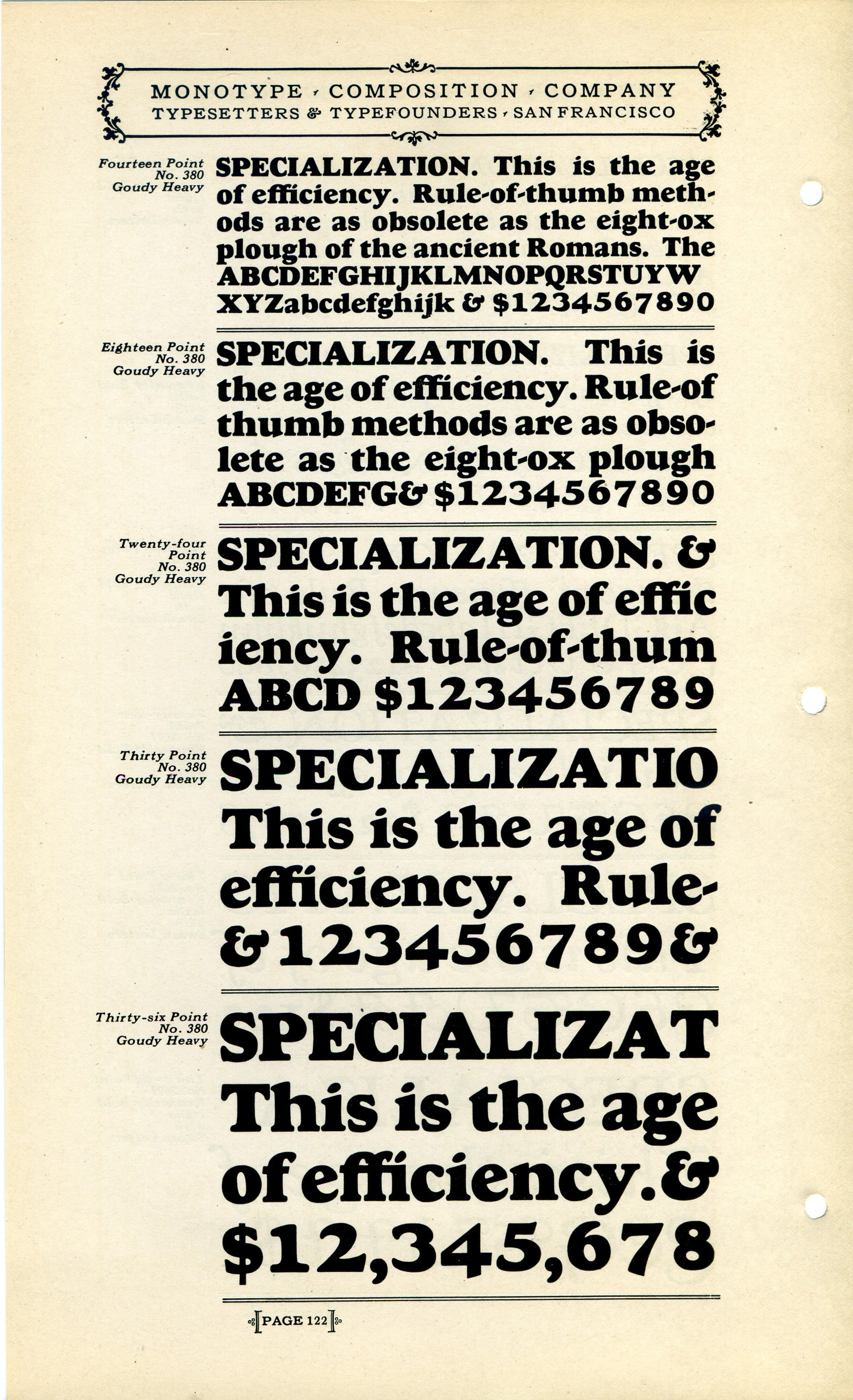
Goudy Heavy。モノタイプがクーパーのかつてのレタリングの師であるフレデリック・ガウディに依頼して制作された、競合他社の金属活字。